# Bonners Ferry
La ville de Bonners Ferry est le siège du comté de Boundary, situé dans l'Idaho, aux États-Unis.

## Démographie
La ville de Bonners Ferry compte 2 692 habitants recensés en 2023.
| 1900 | 1910  | 1920  | 1930  | 1940  | 1950  |
| ---- | ----- | ----- | ----- | ----- | ----- |
| 349  | 1 071 | 1 236 | 1 418 | 1 345 | 1 776 |

| 1960  | 1970  | 1980  | 1990  | 2000  | 2010  |
| ----- | ----- | ----- | ----- | ----- | ----- |
| 1 921 | 1 909 | 1 906 | 2 193 | 2 515 | 2 543 |

| 2020  | - | - | - | - | - |
| ----- | - | - | - | - | - |
| 2 687 | - | - | - | - | - |

## Climat
Le climat à Bonners Ferry est tempéré avec des hivers froids et enneigés et des étés chauds et secs. Les températures en hiver peuvent descendre en dessous de zéro avec beaucoup de neige notamment entre Décembre et Février. 
Les chutes de neige peuvent parfois immobiliser la ville avec par exemple des “snow days” qui sont des jours sans école pour cause de neige.
En été, les températures peuvent monter jusqu’à 35 degrés Celsius. Ce climat encourage les locaux à passer du temps aux lacs locals comme le lac de Sandpoint.

## Ecoles
Il y a plusieurs écoles à Bonners Ferry:
- L’équivalent du lycée (de 14 à 18 ans): “Bonners Ferry High School”
- Deux equivalents à l’école primaire (de la maternelle à 11 ans): “Valley view elementary School” et “Mount Hall elementary”
- Une Middle School (de 11 à 13 ans): “Boundary County Middle”

## Tourisme
Bonners Ferry est une ville localisée entre les cascades de Kootenai et la frontière du Canada, et a beaucoup à offrir aux touristes de passages.
Le Refuge Sauvage et National de Kootenai (“Kootenai National Wildlife Refuge”) est un parc protégé qui offre plusieurs sentiers de randonnée ainsi que l’opportunité de voir des animaux sauvages tout au long de l’année tels que des ours, orignaux, biches, cougars et plusieurs variétés d’oiseaux. 
Bonners Ferry est également proche d’une des stations de ski le plus populaires des alentours appelées Schweitzer. 

## Culture locale et patrimoine
Bonners Ferry est également riche en culture et patrimoine. 
Le théâtre local appelé le Pearl Theatre est une ancienne église reconvertie en salle de spectacle. Il accueille de nombreux artistes dont certains, comme les Shook Twins, sont très connus aux Etats-Unis.  
Les produits phares de Bonners Ferry sont à bases de myrtilles cueillies sur les sentiers locaux et déclinées en une variétés de produits des cupcakes aux baumes à lèvres.
Un des monuments incontournables de Bonners Ferry est le Georgia Mae Plaza qui est un petit belvédère, typique des petites villes américaines, en plein centre de la ville.
A proximité, les visiteurs peuvent faire du shopping dans les boutiques artisanales locales telles que Under The Sun ou visiter le musée du comté de Boundary.

## Personnalités liées à la commune
- Dick Arndt

Né en 1944, Richard Lee Arndt est connu pour avoir été un joueur professionnel de Football américain. Il a joué quatre saisons pour les Pittsburgh Steelers. 
- Johnny James

Né en 1933, John Philip James a joué en league majeure de Baseball pour les Yankees ( New York) et les Angels ( Los Angeles) entre 1953 et 1961. 
- Claire Du Brey

Née en 1892, Clara Violet Dubreyvich était une actrice américaine. Elle a notamment joué Bertha Rochester dans le film Jane Eyre en 1934. 

## Source
- (en) Cet article est partiellement ou en totalité issu de l’article de Wikipédia en anglais intitulé « Bonners Ferry, Idaho » (voir la liste des auteurs).